# 盧漢
盧 漢（ろ かん）は中華民国、中華人民共和国の軍人・政治家。滇軍（雲南軍、雲南派）の指導者の1人。国共内戦期に雲南省政府主席を務めた。原名は邦漢。字は永衡。彝族。

## 事跡

### 竜雲配下としての台頭
1911年（宣統3年）、竜雲とともに四川省で滇軍に加入する。1912年（民国元年）に雲南省へ戻ると雲南陸軍講武学校に入学した。1914年（民国3年）に雲南陸軍講武堂第4期歩兵科を卒業。以後、竜に従う形で、滇軍内で昇進していく。1927年（民国16年）には、竜率いる第5軍の第7旅旅長となっている。
同年2月、滇軍軍長の竜雲・胡若愚らが雲南の統治者唐継尭を兵変で倒した（「2・6政変」）。その後、主導権争いから、6月に胡が竜を急襲、拘禁してしまう（「6・14政変」）。盧漢は辛うじて昆明を脱出すると、竜派部隊を糾合して、胡から竜を奪還する。そして、竜とともに胡ら反竜雲勢力をすべて撃破し、竜の雲南統治を確立した。
同年8月に竜雲が国民政府から国民革命軍第38軍軍長に任命されると、盧漢は第38軍第98師師長に任命された。盧は、省の近代化建設を支持、推進する立場にあった。例えば1929年（民国18年）末には、盧は雲南省財政庁長を兼任し、省財政改革を断行して、これを成功させた。
1930年（民国19年）5月、盧漢は竜雲の命令により、広西省へ滇軍を率いて進攻した。しかし省会（省都）南寧を攻略できず、新広西派の反撃も受けたため撤退した。翌年3月、盧漢ら竜雲配下の4師長は竜雲に対して兵変を起こしたが（「3・10政変」）、失敗に終わる。盧漢らは師長から罷免された。

### 日中戦争での活躍、雲南省政府主席就任

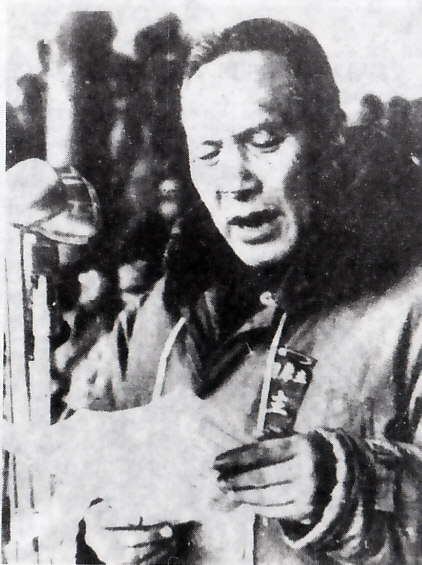
人民解放軍歓迎大会で演説する盧漢(1950年)

1937年（民国26年）、日中戦争（抗日戦争）が勃発すると、盧漢は国民革命軍第60軍軍長に任命された。そして李宗仁配下として台児荘戦役などに参加し、活躍した。以後、第30軍団軍団長、第1集団軍副総司令、第1集団軍総司令を歴任する。戦争末期には第1方面軍総司令に就任した。1945年（民国34年）8月に日本が降伏すると、盧漢は第1方面軍を率いてベトナム入りし、土橋勇逸率いる日本軍の降伏受諾事務を担当した。
同年10月に蔣介石は、「雲南モンロー主義」に基づき反中央的な活動をする竜雲を、雲南省政府主席から罷免した。当初の蔣介石は、竜の後継者と目されていた盧漢の主席就任を望まなかった。そのため、中国国民党長老で雲南省出身の李宗黄を後任にあてようとした。
しかし、李宗黄は雲南省内の各階層から人望が無く、省内の激しい反発により混乱を惹起した。そのため蔣介石は止むを得ず、そのまま盧漢を後任とした。ハノイから昆明に帰還した盧は、12月1日に就任宣誓を行い、以後4年間に渡り雲南省を統治する。盧の統治傾向も竜同様に「雲南モンロー主義」的であった。それにより、蔣ら国民政府中央と暗闘しながら独自路線を模索していく。さらに統治の終盤には、中国共産党や各種民主党派と秘密裏に連携した。
1949年（民国38年）12月9日、盧漢は中華人民共和国に帰順することを宣言した（昆明起義）。まもなく顧祝同の命令を受けた国民党軍が昆明を攻撃してくる。盧はこれを凌ぎ、1950年2月に中国人民解放軍を迎え入れた。
同年3月、盧漢は雲南省軍政委員会主任に就任している。その後、西南行政委員会副主任、全国人民代表大会常務委員、中国人民政治協商会議全国委員会常務委員、中国国民党革命委員会中央常務委員、国防委員会委員などを歴任した。
1974年5月13日、北京で死去。享年80（満79歳）。その5日後に追悼会が開かれている。

## 注
1. ↑  詳しい事情は不明だが、前年の敗戦後に軍縮を行ったこと、竜雲側近への不満等が原因とされる。